# The Flash (tv-serie)
 For alternative betydninger, se The Flash. (Se også artikler, som begynder med The Flash)
The Flash er en amerikansk tv-serie fra 1990, med John Wesley Shipp som DC' superhelt the Flash, kendt på dansk som Lynet.